# 95882 Longshaw
95882 Longshaw este o planetă minoră (asteroid), cu un diametru de 1,69 km, din centura de asteroizi. A fost descoperită pe 21 aprilie 2003 la Catalina Station⁠(d) de Catalina Sky Survey. 
Obiectul prezintă o orbită caracterizată de o semiaxă mare de 2,3044238675384 UAi, o excentricitate de 0,14, o înclinație de 5,8 ° în raport cu ecliptica.